# أنجل (مارفل)
أنجل (بالإنجليزية: Angel)‏ هو شخصية من شخصيات قصص إكس-من الظاهرة في مارفل كومكس، وهو أضعف شخصية في الفريق .
اسمه الحقيقي هو وارين كينيث وورثينغستون الثالث Warren Kenneth Worthington III[بحاجة لمصدر] وهو لديه جناحين لونهما أبيض إشارة للملاك.